# Sexy Sadie (gruppo musicale)
I Saxy Sadie sono stati un gruppo rock spagnolo. Per il loro nome si sono ispirati all'omonimo brano dei Beatles.

## Storia
Nel 1992, a Palma di Maiorca, quattro amici senza particolari competenze musicali e senza grandi ambizioni decisero di formare un gruppo musicale. Scelsero casualmente gli strumenti da suonare e decisero di imitare le sonorità dei gruppi rock americani a loro contemporanei, richiamandosi in particolare a Pixies, Pavement e Sonic Youth. Quello che era originariamente uno svago cominciò ad assumere dei connotati più seri allorché due anni dopo i Sexy Sadie raggiunsero il secondo posto nel concorso bandito dalla rivista musicale Rockdelux con il loro singolo Johnny the Good, pubblicato dalla Elefant Records. La formazione era composta da Miquel Serra e Jaime García Soriano alle chitarre, José Luis Sampol al basso e Toni Toledo alla batteria; quest’ultimo, a soli quindici anni, nel 1993 aveva sostituito Jaime Escamilla, che aveva spontaneamente abbandonato la formazione.

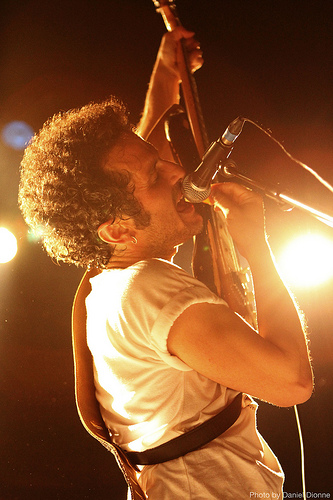
Jaime García Soriano, 2011

Dopo aver firmato il contratto che li legava alla Subterfuge, nell'autunno del 1994 incisero in studio il loro primo album, Draining Your Brain, pubblicato nel 1995 e contenente la traccia In the Water, che divenne un motivo popolarissimo fra i giovani e che avrebbe trovato posto fra le musiche dei film Killer Barbys del 1996 e Cuernos de espuma del 1998. Dopo una temporanea separazione, i Sexy Sadie si ritrovarono in studio nel 1996 per registrare il secondo album, Onion Soup, caratterizzato dalla virata in direzione di sonorità tipiche dei decenni sessanta e settanta, con influenze acustiche e psichedeliche. Il disco fu promosso da una tournée spagnola del gruppo che volò anche a New York dove fu tra l’altro ospite del famoso club rock CBGB assieme ai Ramones. L’anno seguente venne pubblicata una nuova versione tecno-rock dell’ultimo CD, arrangiata e prodotta dal musicista Big Toxic, che prese il titolo di Onion Soup Triturated by Big Toxic, in cui sono presenti i pezzi Needle Chill – che faceva parte della colonna sonora di Cuernos de espuma – e Señor Nadie, la trasposizione in lingua castigliana del brano Mr. Nobody.
Il gruppo si ridusse a un trio a causa del ritiro per motivi di salute di Miquel Serra, e come tale nella primavera del 1998 registrò il nuovo album, It’s Beautiful, It’s Love. Pubblicato nel successivo settembre, il disco ebbe un buon riscontro di vendite, e nel frattempo il quartetto si ricompose con l'ingresso di Miquel Pinti, chitarrista che rimase poco tempo con il complesso, avvicendato da Carlos Pilán. Con questa formazione registrarono Odd Tracks Out!, uscito nel 2000, con il quale ripercorrevano il loro itinerario musicale, a cui seguirono spettacoli live attraverso i quali i Sexy Sadie acquisirono esperienza al fianco di artisti celebri. Il nuovo decennio vide anche la pubblicazione dell'album Butterflies, assieme a un tour in Spagna che si prolungò fino al 2001. Nello stesso periodo, Jaume Gost sostituì il bassista originario José Luis Sampol.

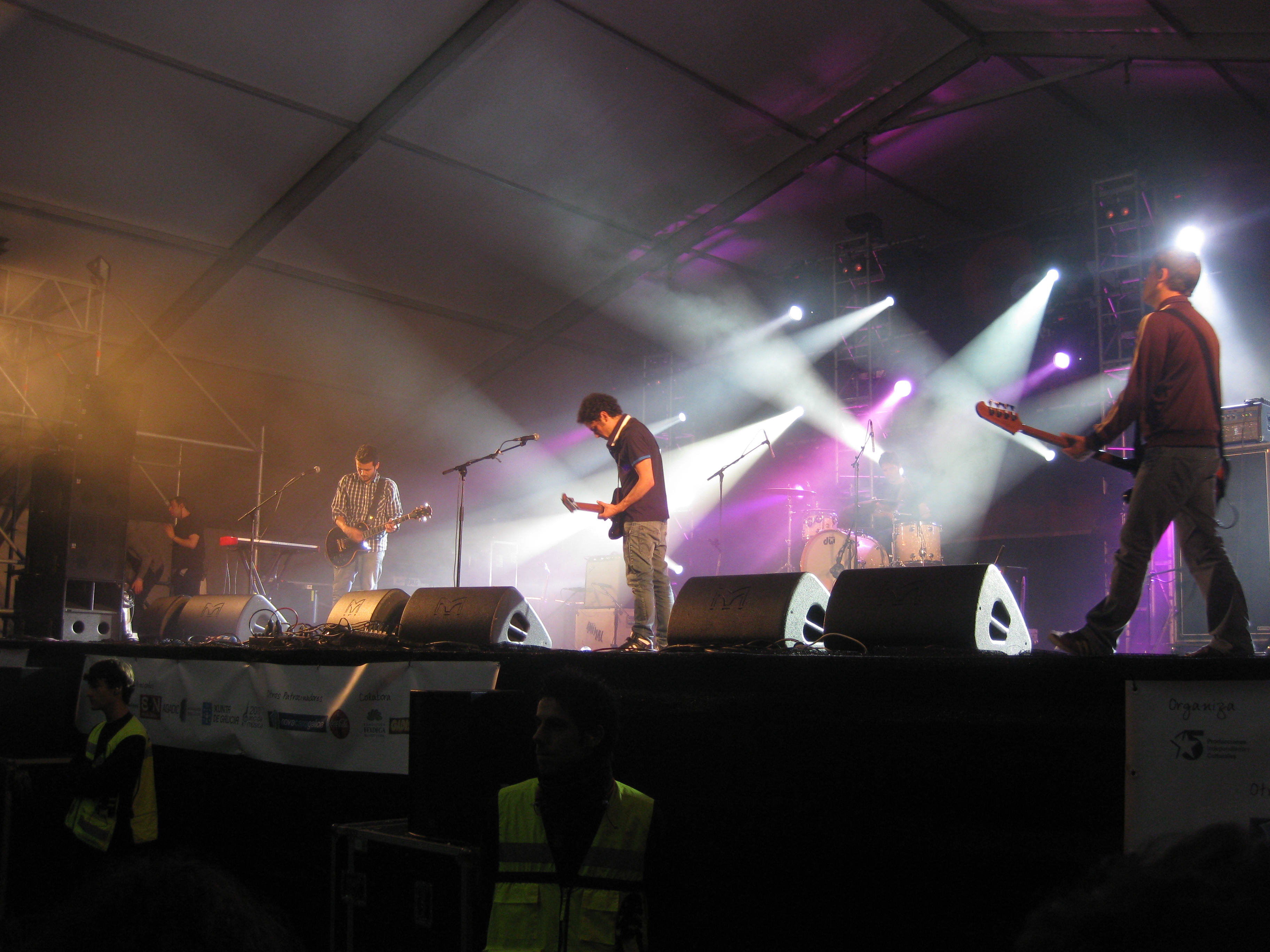
I Sexy Sadie in concerto nel 2011

Il CD Dream Covers risale al 2002. Si trattò di una serie di reinterpretazioni di pezzi portati al successo nei decenni precedenti: i Sexy Sadie ripresero brani dei Velvet Underground, dei Beatles, di David Bowie, dei Kinks, degli U2, e la composizione dei Beatles che aveva ispirato il proprio nome fu posta a sigillo finale dell'album. Nel 2003 uscì Lost & Found. L'anno seguente fu messa in commercio una raccolta di singoli del gruppo intitolata What Have You Done? - Ten Years of Singles, e nello stesso anno uscì il nuovo lavoro 27.03.04, un album dal vivo. Si tratta di un CD e di un DVD che riprendono la formazione in concerto nella sala Arena di Madrid, e che vedono fra gli invitati alcuni fra i musicisti più in vista  nel panorama del pop spagnolo. L'ultimo prodotto musicale dei Sexy Sadie è costituito da Translate, nel quale Jaime García Soriano suonò tutte le chitarre sostituendo così il fuoriuscito Carlos Pilán, e nella circostanza Sergio Molina al pianoforte e Michael Mesquida alla chitarra si unirono alla formazione.
A settembre del 2006 i Sexy Sadie annunciarono l'intenzione di sciogliersi, e Madrid fu il teatro del loro concerto d'addio.
Due anni dopo, in occasione del ventennale della loro storica etichetta discografica Subterfuge, i Sexy Sadie si riunirono temporaneamente per una serie di concerti, e un'analoga reunion ebbe luogo nel 2011. Il 5 luglio 2014, i Sexy Sadie si sono ancora una volta riuniti per celebrare il 25º anniversario dell’etichetta discografica esibendosi in un concerto assieme ad altri gruppi locali al teatro Es Gremi di Palma di Maiorca.

## Formazione
- Miquel Serra: voce e chitarra (1992 - 1998)
- Jaime García Soriano: voce e chitarra (1992 - 2006)
- José Luis Sampol: basso (1992 - 2000)
- Jaime Escamilla: batteria (1992 - 1993)
- Toni Toledo: batteria (1993 - 2006)
- Miquel Pinti: chitarra (1998 - 1999)
- Carlos Pilán: chitarra (1999 - 2003)
- Jaume Gost: basso (2000 – 2006)

## Discografia

### Album
- 1994 - Draining Your Brain
- 1995 - Onion Soup
- 1997 - Onion Soup Triturated by Big Toxic
- 1998 - It’s Beautiful, It’s Love
- 2000 - Odd Tracks Out!
- 2000 - Butterflies
- 2002 - Dreams Covers
- 2003 - Lost & Found
- 2004 - What Have You Done? 10 Years of Singles
- 2004 - 27.03.04 Directo Sala Arena
- 2006 - Translate

### EP
- 1998 - Stay with Me
- 2000 - I Don't Know
- 2001 - Subsonic[3]